# Fujiwara no Yoshisuke

Fujiwara no Yoshisuke (藤原善佐, [[[813]] – 867] Erro: {{japonês}}: texto da transliteração contém caractere não latino (pos 17) (ajuda)), era um nobre membro da Corte, estadista e político durante o Período Heian da História do Japão.

## Vida
Este membro do Ramo Hokke do Clã Fujiwara era o quinto filho de Fujiwara no Fuyutsugu. Os irmãos de Yoshisuke foram Yoshifusa, Nagara e Yoshikado.

## Carreira
Em 856 Yoshisuke foi nomeado Dainagon e em 857 promovido a Udaijin durante o reinado do Imperador Montoku. 
Em 866, durante o reinado do Imperador Seiwa, o Dainagon Tomo no Yoshio ateou fogo ao Portão Otem do Palácio Imperial e colocou a culpa no Sadaijin Minamoto no Makoto, que quase foi mandado para o exílio. Enquanto isso o imperador acreditava que Yoshisuke, como Udaijin responsável pelos assuntos de Estado a aposentadoria de Yoshifusa deveria ser responsabilizado por não descobrir antecipadamente esse ato de revolta. Fujiwara no Mototsune, responsável pela Secretaria Imperial, ficou alarmado quando soube disso, e correu para a mansão de Yoshifusa em Shirakawa para relatar o acontecido. Assim, as atividades de Yoshio foram trazidas à luz e apurou-se todas as verdades Yoshio foi exilado para a Província de Izu.
Yoshisuke morreu em 10 de novembro de 867, e foi postumamente promovido a  Shō ichi i (正一位, Ministro de primeiro escalão) pelo Imperador Seiwa.
Yoshisuke ajudou a escrever o Shoku Nihon Koki, a história do reinado do Imperador Nimmyo.

| Precedido por Fujiwara no Yoshifusa | 31º Udaijin (857-867)  | Sucedido por Fujiwara no Ujimune |
| Precedido por Minamoto no Makoto    | 54º Dainagon (856-857) | Sucedido por Abe no Yasuhito     |